# رابرت بک (بازیگر)
رابرت بک (به انگلیسی: Robert Beck) (زاده ۱ اوت ۱۹۷۰) بازیگر انگلیسی است. از فیلم‌هایی که او در آن بازی کرده است، می‌توان به پرنده‌های زرد اشاره کرد.